# Traffic (musikgrupp)
Traffic var en brittisk rockgrupp bildad 1967 i Midlands, England. Traffic bestod vid bildandet av Steve Winwood (sång/keyboard), Dave Mason (gitarr/sitar), Chris Wood (flöjt/saxofon) och Jim Capaldi (trummor). Winwood hade precis lämnat The Spencer Davis Group och var initiativtagare till gruppen. Alla medlemmar var med och komponerade låtar till gruppen. Till deras kändaste låtar hör "Paper Sun", "Hole in My Shoe", "Here We Go Round the Mulberry Bush" och "Feelin' Alright?". Flera av deras 1970-talsalbum har enligt RIAA sålt guld i USA.
De fick skivkontrakt på Island Records och gruppens debutsingel "Paper Sun" släpptes i juni 1967. Låten blev en hit i flera europeiska länder, bland annat nådde den femteplatsen på brittiska singellistan. Nästa singel de släppte var "Hole in My Shoe" som blev en ännu större hit än föregående, och deras enda intrång på svenska Tio i topp. "Here We Go Round the Mulberry Bush" från en film med samma namn blev deras tredje hitsingel i november 1967. Gruppens första album spelades in under sommaren 1967, perioden som utgjorde kulmen för den psykedeliska rocken och det orientfärgade musikklimatet inom rockmusiken. Det fick titeln Mr. Fantasy och lanserades i december samma år. Musiken var en blandning av främst jazzrock och psykedelisk rock, men även flera andra stilar. Dock förekom inte sitaren i lika stor utsträckning på albumet som på deras två första singlar. Skivan producerades av Jimmy Miller.
Vid tidpunkten för lanseringen av debutalbumet hade Dave Mason lämnat Traffic. 1968 släpptes singeln "No Face, No Name, No Number" men till skillnad från de tre första singlarna gjorde denna inget större väsen av sig. Under inspelningarna av gruppens andra album återvände dock Mason igen, och bidrog med flertalet låtar. Han lämnade dock åter gruppen i augusti 1968, på grund av musikaliska skiljelinjer och personliga motsättningar. Det andra albumet blev självbetitlat och lanserades i oktober 1968. Det innehöll bland annat låten "Feelin' Alright?" som Joe Cocker 1969 gjorde en framgångsrik cover på, samt "You Can All Join In" som släpptes som singel.
Traffic splittrades i januari 1969 trots att man hade skrivit kontrakt för fler album. Sedan gavs albumet Last Exit ut, bestående av tre singellåtar och två överblivna inspelningar från Masons tid, samt två livelåtar. Steve Winwood började i stället spela med gruppen Blind Faith tillsammans med Eric Clapton, Ginger Baker och Rich Grech.
1970 återförenades så än en gång Winwood, Wood, och Capaldi. Först var det tänkt att Winwood skulle spela in ett soloalbum, men när han kontaktade de två forna kollegorna valde man att ge ut albumet John Barleycorn Must Die som Traffic istället. Denna andra upplaga av bandet blev betydligt mer framgångsrik i USA, och med albumet nådde de en femteplacering på Billboard 200-listan. De anlitade också Rich Grech som basist. Rebop Kwaku Baah från Nigeria blev medlem i gruppen som slagverkare. 1971 släpptes albumet The Low Spark of High Heeled Boys som nådde sjundeplatsen i USA, men inte alls listnoterades i Storbritannien. Traffic släppte två studioalbum till 1973–1974 vilka också blev framgångar i USA. Många medlemmar var med kort i gruppen mellan 1971 och 1975. Mason var som hastigast med för en tredje gång på några konserter 1971 innan han slutligt lämnade Traffic för att fortsätta med sin solokarriär.
När man 1973 släppte albumet Shoot Out at the Fantasy Factory var medlemmarna i gruppen Steve Winwood, David Hood (basgitarr), Rebop Kwaku Baah (slagverk), och Roger Hawkins (trummor). Bandet skiftade hela tiden medlemmar. Capaldi, Winwood och Wood var i stort sett hela tiden kvar, men allt strul gjorde det svårt att hålla ihop Traffic och 1975 upplöstes gruppen under en konsert i Chicago då Winwood helt sonika gick av scenen och lämnade den pågående turnén. Winwood har dock vid vissa tillfällen uppträtt under gruppnamnet Traffic efter upplösningen, och 1994 släpptes ett livealbum med gruppen. Endast Capaldi och Winwood från originalupplagan av gruppen medverkade på detta.
Gruppen blev invald i Rock and Roll Hall of Fame år 2004. Jim Capaldi avled 2005, och sedan dess har inga nya Traffic-projekt lanserats.

## Medlemmar
- Steve Winwood – sång, gitarr, keyboard, bas (1967–1969, 1970–1974, 1994, 2004)
- Jim Capaldi – trummor, slagverk, sång (1967–1969, 1970–1974, 1994, 2004; död 2005)
- Chris Wood – flöjt, saxofon, keyboard (1967–1969, 1970–1974; död 1983)
- Dave Mason – sång, gitarr, sitar, bas, munspel (1967, 1968, 1971)
- Ric Grech – bas, fiol (1970–1972; död 1990) gitarr (endast live; 1970)
- Jim Gordon – trummor (1971–1972; död 2023)
- Rebop Kwaku Baah – slagverk, congas (1971–1974; död 1983)
- Roger Hawkins – trummor (1972–1973; död 2021)
- David Hood – bas (1972–1973)
- Barry Beckett – keyboard (1973; död 2009)
- Rosko Gee – bas (1974, 1994)
- Randall Bramblett – flöjt, saxofon, keyboard, baspedaler (1994, 2004)
- Michael McEvoy – klaviatur, gitarr, viola (1994)
- Walfredo Reyes, Jr. – slagverk, trummor (1994)

## Diskografi
- Mr. Fantasy (1967) (släppt i USA under titeln Heaven Is In Your Mind med delvis ändrad låtlista)
- Traffic (1968)
- Best of Traffic (1969), samling
- Last Exit, live, The Filmore West! (1969)
- John Barleycorn Must Die (1970)
- Welcome to the Canteen (live) - (1971)
- The Low Spark of High Heeled Boys (1971)
- Shoot Out at the Fantasy Factory (1973)
- On the Road, live i Tyskland (1973)
- When the Eagle Flies (1974)